# Maarten Stekelenburg
Maarten Stekelenburg, nizozemski nogometaš, * 22. september 1982, Haarlem, Nizozemska.
Stekelenburg je nogometni vratar, trenutno igra za Ajax, med letoma 2004 in 2021 je bil tudi član nizozemske reprezentance.